# John Herdman
John Herdman (Consett, 1975. július 19. –) angol labdarúgó, edző.

## Edzői pályafutása

### Labdarúgóként
Herdman az angliai Consett városában született. Pályafutása során az új-zélandi Hibiscus Coast csapatában szerepelt.

### Edzőként
Herdman 2006 és 2011 között az új-zélandi női válogatott edzője volt. 2011-től a kanadai női válogatottnál töltött be edzői pozíciót. 2018. január 8-án, Octavio Zambrano távozása után a kanadai férfi válogatott vezetőedzője lett. A CONCACAF-aranykupában 2019-ben a negyeddöntőkig, míg 2021-ben az elődöntőkig juttatta a csapatatot. A VB-selejtezőkön keresztül kvalifikáltak a 2022-es világbajnokságra, ahol már a csoportkörben kiestek. 2023-ban a Toronto szerződtette.

## Edzői statisztika
| Csapat                | Nemzet   | –tól              | –ig                 | Mérkőzések | Mérkőzések | Mérkőzések | Mérkőzések | Mérkőzések |
| Csapat                | Nemzet   | –tól              | –ig                 | M          | Gy         | V          | D          | Gy %       |
| --------------------- | -------- | ----------------- | ------------------- | ---------- | ---------- | ---------- | ---------- | ---------- |
| Kanada (férfi csapat) | Kanada   | 2018. január 8.   | 2023. augusztus 28. | 58         | 36         | 8          | 14         | 62,1       |
| Toronto               | Kanada   | 2023. október 10. | 2024. november 29.  | 44         | 16         | 6          | 22         | 36,4       |
| Összesen              | Összesen | Összesen          | Összesen            | 102        | 52         | 14         | 36         | 51,0       |

## Sikerei, díjai

### Edzőként
Kanadai női válogatott
- Olimpiai játékok – Labdarúgás
  - Bronzérmes (2): 2012, 2016

- Pán-amerikai játékok
  - Győztes (1): 2011

- Algarve-kupa
  - Győztes (1): 2016

Kanadai férfi válogatott
- CONCACAF Nemzetek ligája
  - Döntős (1): 2022–23